# 佳能 EOS 20Da
佳能 EOS 20Da是一部佳能生產的一台天文摄影专用的數位單鏡反光相機，影像传感器为CMOS材质，照片最大分辨率為820萬像素。

## 特点
佳能 EOS 20Da的基本参数均与佳能 EOS 20D完全相同，只不过在CMOS前端搭载了天文摄影专用的红外拦截滤镜，相比用于风光或人像等普通摄影的EOS单反相机，该款天文摄影机型对hydrogen-alpha光线的灵敏度提高大约3倍，对α波的透光率提升约20%。可以帮助天文摄影爱好者捕捉到更为清晰的天文影像。